# Horsens IC
Der Horsens Idræts Club Basketball (besser bekannt unter seiner Abkürzung Horsens IC, alternativ auch HIC Basket) ist ein Basketballverein aus Horsens in Dänemark. Der 1978 gegründete Verein gehört bei den Männern zu den erfolgreichsten in Dänemark und wurde bereits sechsmal Meister, zuletzt zweimal in Folge in den Jahren 2015 und 2016.

## Geschichte
Lennart Jensen war 1978 einer der Initiatoren bei der Vereinsgründung. Bereits zwölf Jahre später stieg die erste Herrenmannschaft 1990 in die höchste dänische Spielklasse Basketligaen auf, der sie seitdem angehört. Nach der Vizemeisterschaft und dem Erreichen des Pokalfinales als Aufsteiger jeweils hinter den ein Jahr später gegründeten Hørsholm 79ers gewann Horsens IC in ihrer zweiten Saison in der höchsten Spielklasse 1992 das Double aus Meisterschaft und Pokal. Zwei Jahre später folgte 1994 eine weitere Meisterschaft und 1995 ein weiterer Pokalsieg unter anderem mit dem Kanadier Craig Pedersen, der später Nationaltrainer der dänischen und isländischen Nationalmannschaft wurde. Klublegende und Nationalspieler Steffen Reinholt, dessen Söhne später teilweise im Ausland als Profis spielten, beendete 1996 seine Karriere.
1997 und 1998 verlor man das Pokalfinale jeweils gegen SISU BK, was ein weiteres Double verhinderte, da man 1998 eine weitere Meisterschaft gegen Titelverteidiger Bakken Bears gewann. Nachdem man im Jahr 2000 noch einmal Vizemeister hinter den Bakken Bears wurde, wurden die vorderen Platzierungen in den nationalen Wettbewerben zunächst spärlicher. Nach dem verlorenen Pokalendspiel 2003 wurde man 2004 erneut Vizemeister jeweils hinter den Bakken Bears, bevor man 2006 unter anderem mit dem früheren Auslandsprofi Mikkel Larsen eine weitere Meisterschaft gegen den Titelverteidiger und Rivalen aus Aarhus gewann. Meistertrainer war Henrik Niebuhr, der 2003 Claus Hansen in dem Amt abgelöst hatte. 2007 verlor man das Pokalfinale gegen die Svendborg Rabbits, worauf Power Forward Monta McGhee in die zweite deutsche Liga ProA wechselte und später auch mit den Giants Nördlingen in der höchsten deutsche Spielklasse Basketball-Bundesliga spielte. Carsten Quiding übernahm mit dem Beginn der Saison 2007/08 das Traineramt beim HIC vom US-Amerikaner Ron Theis. Quiding übte diese Beschäftigung bis 2009 aus. Für Horsens IC folgten wieder einige Jahre ohne vordere Platzierungen.
2011 wurde Arnel Dedić, der zuvor auch beim HIC spielte, Horsens' neuer Trainer. Mit dem Kroaten auf der Bank begann eine erfolgreiche Zeit. Nachdem die Mannschaft in den Jahren 2013 und 2014 in den „kleinen Finalspielen“ jeweils wieder den dritten Platz der Meisterschaft erreicht hatte, gelang nach dem deutlichen Erfolg im Pokalendspiel 2015 über Randers Cimbria nach knapp zehn Jahren ein weiterer Titelerfolg. In den Finalspielen um die Meisterschaft besiegte man mit vier Siegen zu zwei Titelverteidiger Bakken Bears, die 13 der letzten 18 Meisterschaften zuvor gewonnen hatten, und gewann erstmals seit 1992 wieder ein Double. Im Pokalfinale 2016 konnten die Bakken Bears einen Titel erfolgreich streitig machen, als Meister und Titelverteidiger Horsens IC deutlich mit 17 Punkten Unterschied 66:83 unterlegen war. In den Finalspielen um die Meisterschaft 2016 obsiegte jedoch erneut Horsens IC knapp mit vier Siegen zu dreien und verteidigte erstmals den Titelgewinn in der Meisterschaft. Point Guard Nimrod Hilliard wurde zum Most Valuable Player (MVP) der Finalserie 2016 ernannt und wechselte zur nächsten Saison zum deutschen Erstliga-Absteiger Crailsheim Merlins, nachdem bereits Skyler Bowlin, Hauptrunden-MVP 2014/15, über den Umweg Södertälje Kings in Schweden zum deutschen Erstligisten Gießen 46ers gewechselt war. 2019 gelang unter Dedić ein weiterer Sieg des Pokalwettbewerbs. Im Mai desselben Jahres wurde der kroatische Trainer mit augenblicklicher Wirkung entlassen, nachdem es in der Halbzeit einer Partie der Endspielserie um die dänische Meisterschaft zu einem Streit zwischen Dedić und dem US-amerikanischen Spieler Brandon Tabb gekommen war. In der Saison 2019/20 wurde die Mannschaft vom isländischen Trainer Finnur Freyr Stefánsson betreut, 2020 wurde der Slowake Lukas Varga als neuer Trainer eingestellt. Im Februar 2023 ging Vargas Amtszeit zu Ende, da die Sportliche Leitung die zuvor gezeigte Entwicklung der Mannschaft unter Varga als nicht ausreichend einstufte. Assistenztrainer Sonny Madsen übernahm kurz Vargas Aufgaben, ehe noch in derselben Woche Jakob Hjorth Jørgensen neuer Trainer des HIC wurde.
Im Mai 2023 gab Lennart Jensen bekannt, sich Ende Juni desselben Jahres als Vereinsvorsitzender zurückzuziehen. Jensen war insgesamt 58 Jahre im Amt, zunächst ab dem 15. Lebensjahr beim Horsens Basketball Club und ab 1978 beim Horsens IC. Ende Mai 2023 wurde Vedran Borovcanin als neuer Trainer vorgestellt, der kurz zuvor seine Spielerlaufbahn eingestellt hatte, an deren Ende er zehn Jahre für Horsens spielte.

## Bekannte Spieler
- Steffen Reinholt, 1982–96[13]
- Craig Pedersen, 1993–2002
- Henrik Dejbjerg, bis 2005
- Mikkel Larsen, 2003–07
- Spencer Ross, 2005/06, 2007/08
- Monta McGhee, 2005–07
- Achmadschah Zazai, 2008
- Arnel Dedić, 2006–09
- Hans Christian Schur, bis 2003 und 2008–12
- Alan Voskuil, 2010–11
- Darko Jukić, 2012/13
- Jonas Zohore, 2013/14
- Skyler Bowlin, 2012–15
- Nimrod Hilliard, 2015/16
- Gabriel Lundberg, 2015–17
- Christian Lindberg, bis 2003, 2008–12 und 2014–18
- Kevin Larsen, 2017–18
- Vedran Borovcanin, 2013[14]–23[15]